# Zambia na Mistrzostwach Świata w Lekkoatletyce 2023
Zambia na Mistrzostwach Świata w Lekkoatletyce 2023 – reprezentacja Zambii podczas mistrzostw świata w Budapeszcie liczyła jedną zawodniczkę.

## Skład reprezentacji

### Kobiety
| Zawodniczka  | Konkurencja   | Eliminacje | Eliminacje | Półfinał | Półfinał | Finał | Finał   | Źródło |
| Zawodniczka  | Konkurencja   | Wynik      | Pozycja    | Wynik    | Pozycja  | Wynik | Pozycja | Źródło |
| ------------ | ------------- | ---------- | ---------- | -------- | -------- | ----- | ------- | ------ |
| Rhoda Njobvu | bieg na 200 m | 23,82      | 43.        | NQ       | NQ       | NQ    | NQ      | [ 1 ]  |